# Matteo Montaguti
Matteo Montaguti (Forlì, 6 gennaio 1984) è un ex ciclista su strada e pistard italiano. 
Professionista su strada dal 2008, ha vinto una tappa al Tour of the Alps 2017. Si è ufficialmente ritirato dal professionismo nel mese di ottobre del 2019 raccontando la sua scelta con una lettera d'addio.

## Carriera
Originario di Meldola, a inizio carriera si segnala per i piazzamenti ottenuti su pista, in particolar modo nei campionati italiani: conquista infatti il titolo nazionale open della corsa a punti nel 2005 e dell'inseguimento a squadre nel 2007, e raggiunge inoltre il podio in specialità quali lo scratch, l'americana ed il derny.
Passa professionista nel 2008 con il team LPR Brakes-Ballan, e già in quella stagione conclude secondo nel Gran Premio di Carnago; l'anno dopo, sempre tra le file della LPR, partecipa al suo primo Giro d'Italia. Nel 2010 si trasferisce alla De Rosa-Stac Plastic, e a fine gennaio, in occasione della prima tappa del Giro della Provincia di Reggio Calabria, corsa in condizioni atmosferiche proibitive, ottiene la prima vittoria da professionista. Nei giorni successivi riesce a mantenere il comando della classifica generale, aggiudicandosi la corsa. Nel prosieguo di stagione è quindi quinto al Trofeo Laigueglia e terzo alla Coppa Papà Carlo.
Nel 2011 si accasa alla AG2R La Mondiale, formazione Uci World Tour francese. In stagione non consegue vittorie, ma prende parte sia al Giro d'Italia che alla Vuelta a España; nella corsa spagnola veste per due giorni la maglia a pois della classifica scalatori, chiudendo poi secondo, preceduto dal solo David Moncoutié, nella particolare graduatoria. In carriera è stato anche vicino alla possibilità di vestire la maglia del Team Sky.

## Palmarès

### Strada
- 2007

Campionati italiani, Prova in linea Elite senza contratto
- 2010 (De Rosa-Stac Plastic, due vittorie)

1ª tappa Giro della Provincia di Reggio Calabria (Palmi >  Cosenza)
Classifica generale Giro della Provincia di Reggio Calabria
- 2017 (AG2R La Mondiale, una vittoria)

4ª tappa Tour of the Alps (Bolzano > Cles)

#### Altri successi
- 2006 (3C Casalinghi Jet)

Memorial Gigi Pezzoni
Trofeo Gavardo Tecmor
- 2007

Targa D’Oro Città di Legnano - Memorial Mirko Chiapparelli
- 2011 (AG2R La Mondiale)

Classifica sprint Giro del Trentino
- 2012 (AG2R La Mondiale)

Classifica scalatori Critérium International
Classifica scalatori Tour de Suisse

### Pista
- 2005

Campionati italiani, Corsa a punti
- 2007

Campionati italiani, Inseguimento a squadre (con Claudio Cucinotta, Alessandro De Marchi e Giairo Ermeti)

## Piazzamenti

### Grandi Giri
- Giro d'Italia

2009: 139º
2011: 77º
2012: 81º
2014: 44º
2015: 54º
2016: 19º
2017: 51º
2018: 42º
2019: 53º
- Tour de France

2014: 66º
- Vuelta a España

2011: 76º
2012: 72º
2013: non partito (11ª tappa)
2015: 41º

### Classiche monumento
- Milano-Sanremo

2012: 71º
2013: ritirato
2014: ritirato
2015: 48º
2016: 13º
2019: 33º
- Liegi-Bastogne-Liegi

2013: 120º
2014: 68º
2015: 76º
- Giro di Lombardia

2011: 35º
2012: ritirato
2013: ritirato
2014: ritirato
2015: 45º
2018: 75º

### Competizioni mondiali
- Campionati del mondo su strada

Valkenburg 2012 - Cronosquadre: 15º
Ponferrada 2014 - Cronosquadre: 20º
- Campionati del mondo su pista

Palma di Maiorca 2007 - Americana: 12º

### Competizioni europee
- Campionati europei su pista

Mosca 2003 - Corsa a punti: 3º
Valencia 2004 - Americana: 3º
Valencia 2004 - Scratch: 4º